# حمله اعراب به اصفهان
با دیگر سقوط‌های اصفهان اشتباه نگیرید.
حمله اعراب به اصفهان یا فتح اصفهان در سال۲۱ه‍.ق/۶۴۲ م. بین مسلمانان و شاهنشاهی ساسانی درگرفت. اعراب که در طول جنگ یکی از فرماندهان خاندان مهران به نام شهربراز جادویه را کشتند، پیروزی‌هایی را به‌دست آوردند.سپس فاذوسفان (که در واقع اشاره به لقب او پادوسپان است)حاکم شهر خواستار نبرد تن به تن با عبدالله بن عبدالله فرمانده سپاه عرب شد،ولی در حین آن فاذوسفان درخواست پایان دادن به رویارویی کرد و با اعراب صلح نمود؛بدین ترتیب بدون‌ اینکه تلفات خاصی برای دو طرف شامل شود،شهر فتح شد.طبق پیمان صلح  اصفهان مانند دیگر پیمان نامه های صلح در شهر های دیگر،هرکس از مردم که نمی خواستند جزیه بدهند می توانستند شهر را ترک کنند و اجباری بر پرداخت جزیه صورت نمی‌گرفت. 